# 1000 Airplanes on the Roof
1000 Airplanes on the Roof est une pièce de théâtre musical en un acte, pour voix et ensemble, composée en 1988 par Philip Glass, sur un livret de David Henry Hwang (en). Commande de Berlin-Ouest, Capitale européenne de la culture, du Donau Festival (Autriche) et de l'American Music Theater Festival de Philadelphie, la première mondiale de l'œuvre  a eu lieu le 5 juillet 1988 à  l'Aéroport international de Vienne (hangar no 3) sous la direction de Michael Riesman et la première américaine au Prince Music Theater (en) de Philadelphie le 22 septembre 1988 sous la direction de Martin Goldray.  

## Structure
1. 1000 Airplanes on the Roof
2. City Walk
3. Girlfriend
4. My Building Disappeared
5. Screens of Memory
6. What Time is Grey
7. Labyrinth
8. Return to the Hive
9. Three Truths
10. The Encounter
11. Grey Cloud Over New York
12. Where Have You Been asked The Doctor
13. A Normal Man Running

## Discographie
- Le Philip Glass Ensemble et Linda Ronstadt dirigés par Martin Goldray, enregistré en 1989. Virgin Records.